# Operation Bøllebank
Operation Bøllebank war ein Feuergefecht zwischen den Dänischen Streitkräften der United Nations Protection Force und der Armee der Republika Srpska während des Bosnienkrieges. Der Name Bøllebank wurde nach den Kampfhandlungen vergeben und ist das dänische Wort für Hooligan-Schlägerei.

## Hintergrund
Das dänische Militär war seit 1991 an der UN-Mission beteiligt. Als Reaktion auf die Übergriffe gegenüber Zivilisten und UN-Mitarbeiter in den UN-Schutzzonen entsandte die dänische Regierung im Herbst 1993 eine Panzerkompanie nach Bosnien. Nach langem Streit über das UN-System der Hilfeleistung und dem Überwinden der bürokratischen Hürden wurde die Kompanie im Februar 1994 dem Nordic-Bataillon 2 (NORDBAT 2) zugeteilt. Das Einsatzgebiet war Tuzla und Umgebung. Aufgrund der Luftangriffe der NATO (Operation Deny Flight) und mehrerer Aktionen der UN war die Lage angespannt.
Die als DANSQN (Danish Tank Squadron) bezeichnete und mit dem Leopard 1A5 ausgerüstete Kompanie war fest eingeplant zum Schutz des zirka 10 km südlich gelegenen Flughafens (Einsatzplan Bøllebank), der Bevölkerung im Einsatzgebiet sowie verbündeter Truppen.

## 29. April 1994
Der 29. April 1994 war nach Angaben der UN-Streitkräfte ein Tag voller Routine. Gegen 22:00 Uhr wurde vom schwedischen Beobachtungsposten Tango 2 ein Notruf empfangen. Der mit sieben Soldaten besetzte Außenposten nahe der Gemeinde Kalesija wurde beschossen. Die darauf entsandten sieben Leopard 1 und ein schwedischer Transportpanzer Pansarbandvagn 302 gerieten 10 km vor dem Ziel im Dorf Sarači unter Feuer, erwiderten dieses jedoch nicht. Kurz vor dem Erreichen von Tango 2 wurden die Panzer mit einer 40-mm-Antipanzerkanone und mit Panzerabwehrraketen beschossen. Der Kommandeur Lars R. Møller nannte es einen ugly ambush – einen hässlichen Hinterhalt.
Nach der Verweigerung der angeforderten Luftunterstützung entschied Møller, das Feuer zu erwidern. In dem zwei Stunden anhaltenden Feuergefecht wurden mehrere Munitionslager sowie Artilleriestellungen getroffen. Von den Leopard 1 wurden insgesamt 72 Schuss abgefeuert. Die Verluste auf serbischer Seite beliefen sich laut serbischen Mitteilungen auf neun Personen, inoffizielle Quellen gaben jedoch 150 Tote sowie weitere Verwundete an. Die anwesenden drei T-55 des serbischen Militärs wurden nach Angaben Møllers vom dänischen Militär bei dem Gefecht verschont, weil die Infrarot-Beobachtung der (kalten) Panzerkanonen belegte, dass diese zwar ihre Zieleinrichtungen aktiviert, aber nicht direkt an den Kampfhandlungen teilgenommen hatten. Nach den strengen UN-Mandatsregeln darf nur gegen feuernde Einheiten das Feuer erwidert werden.